# Demolis albitegula
Demolis albitegula là một loài bướm đêm thuộc phân họ Arctiinae, họ Erebidae.